# 퀘스넬강
퀘스넬강(Quesnel River)은 브리티시 컬럼비아 중부의 캐리부 지구에 위치한 프레이저 강의 주요 지류이다. 퀘스넬 호수의 배출구인 라이클리 마을에서 시작하여 약 100킬로미터(60마일) 북서쪽으로 흐르다가 퀘스넬 시에서 프레이저 강과 합류한다.

## 역사
퀘스넬 호수 배출구 하류에 위치한 캐리부 강과 합류 지점에는 역사적으로 중요한 고스트 타운인 퀘스넬 포크스가 있다. 이곳은 퀘스넬과 캐리부 강의 교차 지점으로, 코튼우드 강 분지의 퀘스넬 포크스 북쪽에는 카리부 골드 필드로 이어지는 다양한 산책로와 화거나 도로가 있었다. 릴루엇에서 포트 알렉산드리아로 이어지는 화거나 도로와 후에 나온 카리부 화거나 도로는 퀘스넬 포크스를 지나가지만, 그 후 퀘스넬 강의 계곡을 따라 퀘스넬로 이동한 뒤 바커빌과 웰스의 골드 타운으로 돌아갔다.
그 강의 이름은 1808년 사이먼 프레이저와 함께 이 지역을 탐험한 쥴-모리스 퀘스넬에서 유래했다.

## 자연사
퀘스넬 강에는 많은 어종이 살고 있는데, 그 중 가장 중요한 어종은 살구연어(Sockeye salmon, Oncorhynchus nerka), 무지개송어(Rainbow trout, Oncorhynchus mykiss), 대비룡잉어(Largescale sucker, Catostomus macrocheilus), 긴코릉잉어(Longnose sucker, Catostomus catostomus), 붉은볼락(Redside shiner, Richardsonius balteatus), 북부파이크민노우(Northern pikeminnow, Ptychocheilus oregonensis), 피머스청어(Peamouth chub, Mylocheilus caurinus), 그리고 호박송어(Lake chub, Couesius plumbeus)가 있다.
20세기 후반에 살구연어(Sockeye salmon)의 연어 떼는 주요하게 회복되었는데, 때로는 프레이저 분지에서 아담스 리버보다 더 많은 살구연어를 생산하는 지역으로 떠올랐다. 그러나 2014년 8월에 발생한 1천만m³의 오염된 광산 폐기물 유출로 인해 강물, 야생동물, 그리고 인근 수원지가 위협받고 있다.

## 추가 자료
- 프레이저 강의 지류 목록
- 빅 캐년
- 리틀 캐년
- 브리티시 컬럼비아의 강 목록
- 마운트 폴리 광산